# Filip Hristić
Filip Hristić (Филип Христић), född 27 mars 1819 i Belgrad, död 11 februari 1905 i Menton, Frankrike, var en serbisk politiker.
Hristić blev 1848 juris doktor i Paris, 1860 utrikesminister, 1870 sändebud i Konstantinopel och var 1873–74 undervisningsminister. Han blev 1878 serbisk minister i Konstantinopel, 1879 i Wien och verkade 1882–84 i samma egenskap i London. År 1885 blev han guvernör för serbiska nationalbanken.